# Homohelea iberica
Homohelea iberica är en tvåvingeart som beskrevs av Delecolle, Blasco-zumeta och Rieb 1998. Homohelea iberica ingår i släktet Homohelea och familjen svidknott. Inga underarter finns listade i Catalogue of Life.